# Evangelische Kirche Fronhausen

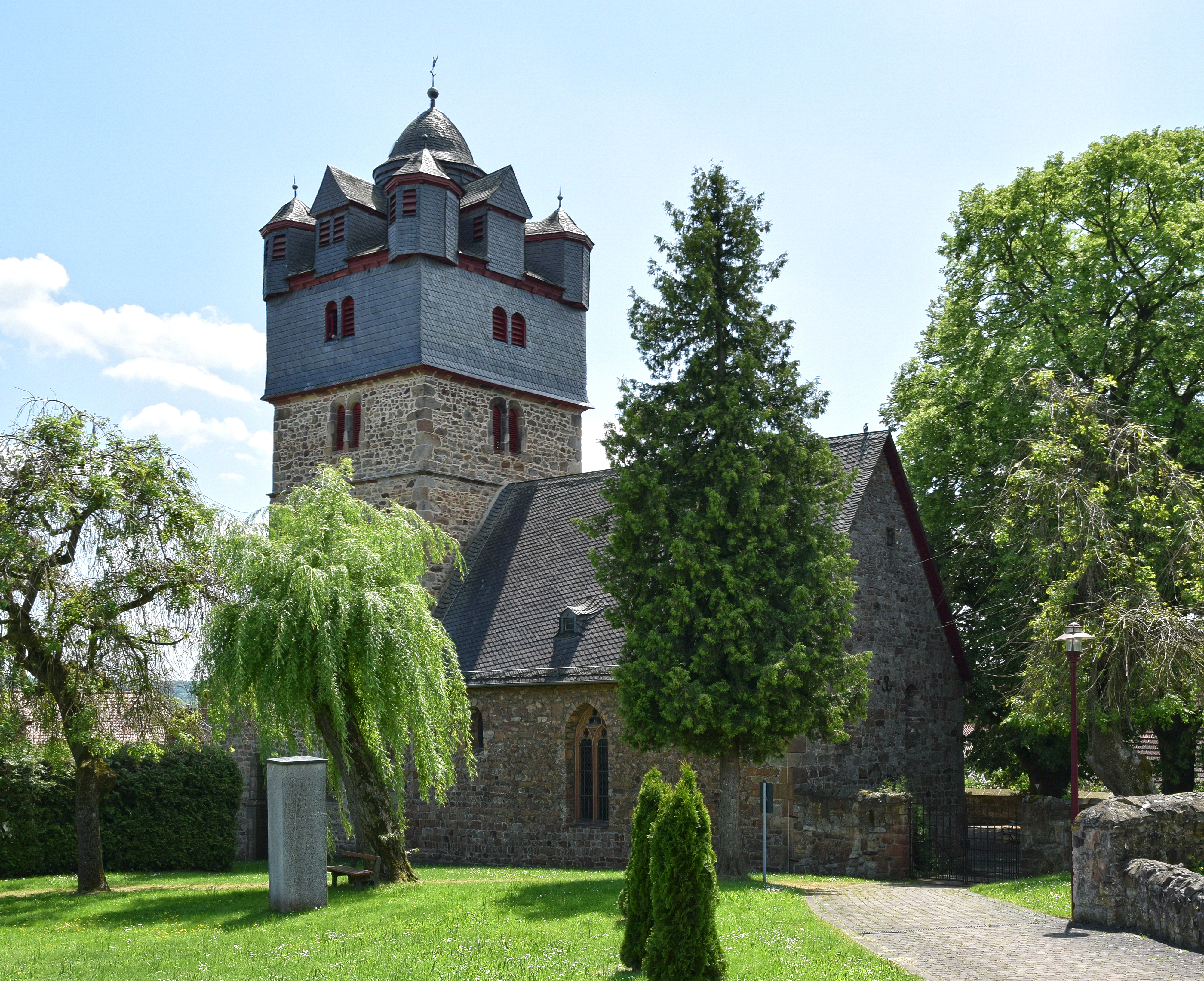
Nordseite der evangelischen Kirche Fronhausen

Die evangelische Kirche im mittelhessischen Fronhausen ist eine Chorturmkirche, deren älteste Elemente im 12. Jahrhundert errichtet wurden. Sie ist heute Predigtstelle der evangelisch-lutherischen Gemeinde Fronhausen und gehört zum Pfarramt Unteres Lahntal II und damit zum Kirchenkreis Marburg in der Landeskirche von Kurhessen-Waldeck.
Die erste urkundliche Erwähnung ist für das Jahr 1159 belegt, wobei die unteren Mauerabschnitte des Kirchenschiffes auf einen älteren Vorgängerbau hinweisen. Besonderes Merkmal ist der spätgotische Turm mit der Bekrönung durch das „Fronhäuser Kegelspiel“. Neben Teilen der alten Wehrmauer sind noch Ansätze des Wehrgrabens vorhanden. Des Weiteren befinden sich innerhalb und außerhalb der Kirche Grabdenkmäler und Grabsteine aus dem 16. bis 18. Jahrhundert. Obwohl das Gotteshaus häufig als Wehrkirche bezeichnet wird, wäre die Bezeichnung als wehrhafte Kirche genauer.

## Geschichte

### Fronhausen und das Stift Essen
Die Geschichte der Kirche ist eng mit der des Ortes verknüpft. Der Name Fronhausen leitet sich aus den mittelhochdeutschen Wörtern vrôno (herrschaftlich) und hûs (Haus) ab. Name und Lage des Ortes lassen Rückschlüsse auf eine spätkarolingische Rodung und früheren Reichsbesitz zu. Die Kirche selbst befindet sich in Spornlage; es wird vermutet, dass eine Randlage zum Dorf bestand. Wichtige Handelswege wie die Weinstraße kreuzten den Ort.
Die frühere Geschichte der Kirche und ihr genaues Alter sind unbekannt; die erste urkundliche Erwähnung ist für das Jahr 1159 überliefert. Dabei handelt es sich um einen Rechtsspruch des Erzbischofs Arnold von Mainz in einem Streitverfahren zwischen dem Oberweimarer Pfarrer Dittmar und dem Stift Essen. In seinem Urteilsspruch verkündete der Erzbischof den Verbleib der Kirche in Fronhausen bei dem Stift Essen, da sie sich seit mehr als dreißig Jahren in dessen Besitz befunden habe und die Ansprüche des Oberweimarer Sendbezirks damit erloschen seien.
Wie das Stift in den hessischen Besitz gelangte, lässt sich nicht mehr nachvollziehen, vermutlich handelte es sich um eine konradinische Stiftung. Es ist anzunehmen, dass die Kirche vorher zum Sendbezirk Oberweimar gehörte, woraus sich der Anspruch des Pfarrers Dittmar begründete. Warum dieser erst nach einem langen Zeitraum die Kirche wieder beanspruchte, ist unklar. Die Auflösung des Fronhäuser Haupthofes, die vermutlich in der Mitte des 12. Jahrhunderts stattfand, führte wahrscheinlich zu einer Änderung in der Verwaltung der Grundherrschaft. Vielleicht versuchte der Pfarrer diesen Umstand auszunutzen.
Der Hof in Fronhausen wurde in den Güterverzeichnissen des Stiftes als curtis Vronhusen in Hassia geführt; der Essener Besitz umfasste den Hof, die Kirche und die Oberburg. Neben Fronhausen gehörten die Höfe Wenkbach, Roth und Argenstein (das sogenannte Schenkisch-Eigen) ebenfalls zum Stiftseigentum. Der Äbtissin standen als Grundherrin umfassende Rechte über ihren Besitz zu, sie übte die Hohe Gerichtsbarkeit und die Militärgewalt aus. Die Vasallen des Stiftes waren die Vögte zu Fronhausen und die Schenken zu Schweinsberg. Als erster Vogt ist Gunthram belegt, dessen jüngerer Sohn Ludwig Vogt zu Fronhausen und dessen älterer Sohn Gunthram von Marburg, der Stammvater der Schenken zu Schweinsberg, war. Anscheinend wurde das Lehen unter diesen geteilt, sodass die Vogtei Fronhausen und die Oberburg bei Ludwig und die anderen drei Dörfer bei Gunthram verblieben.
Eine Verpachtung des Hofes in Fronhausen ist ab 1307 nachgewiesen, die Lehen verblieben dauerhaft bei den Vögten und Schenken, da es Mannlehen waren. Dem Pächter wurde auferlegt, verlorene Güter zurückzuerlangen und wieder in den Hof einzugliedern. Dies geschah wahrscheinlich nur teilweise. Die Güter waren vermutlich aufgrund der Entfernung zu Essen und einem Äbtissinnenstreit im 13. Jahrhundert verloren gegangen, da zu diesem Zeitpunkt die Konzentration eher auf der inneren Integrität als auf der Verwaltung des Besitzes lag.
Die Landgrafen von Hessen errichteten 1367 die Unterburg in Fronhausen und belehnten die Vögte mit dieser. Ab diesem Zeitpunkt herrschte ein Kondominatsverhältnis; die Äbtissin teilte sich die hoheitlichen Rechte mit den Landgrafen. Nach einem weiteren Äbtissinnenstreit, der wiederum den Verlust von Gütern nach sich zog, wurde 1436 der Oberhof verpachtet; ab diesem Zeitpunkt übernahm der Landgraf von Hessen als Bürge für das Pfand vermutlich die landesherrlichen Rechte. Das Stift hatte bis zur Reformation seinen Einfluss verloren. Es konnte seine Rechte gegen die Landgrafen nicht mehr durchsetzen, obwohl es die Lehnshoheit besaß.

### Geschichte der Kirche
Der Äbtissin standen neben den bereits genannten Rechten auch das Patronats- und Spolienrecht über die Kirche zu. Die Patronatsrechte einschließlich der Kollatur wurden ab 1479 von den Vögten ausgeübt; nach dem Erlöschen der Linie erbten die Schenken zu Schweinsberg das Patronat. Als Eigenkirche standen dem Grundherren die Einkünfte der Kirche zu. Ein Patrozinium des heiligen Georg, der heiligen Margareta und der Zehntausend Märtyrer ist für das Jahr 1382 belegt.
Unter dem Landgrafen Philipp I. fand 1527 der Bekenntniswechsel zur evangelisch-lutherischen Konfession statt. Fronhausen musste ein Stipendium für die Universität in Marburg leisten, welches aus den Einkünften der Kapelle am Brackenborn generiert wurde. Moritz von Hessen-Kassel erbte 1604 das marburgische Oberhessen von seinem Onkel Ludwig IV. und versuchte, dort den Calvinismus zu verbreiten. In Fronhausen wurde diese Entwicklung nicht akzeptiert, sodass am 11. April 1608 der Pfarrer Kauß seines Amtes enthoben wurde, da er sich weigerte, die calvinistischen Verbesserungspunkte anzunehmen. In Oberweimar wurde ebenfalls der Pfarrer abgesetzt; die neuen Pfarrer wurden direkt vom Superintendenten Schoner aus Marburg ernannt, wodurch sich der Widerstand der Schenken regte, da diese sich in ihrem Patronatsrecht beschnitten fühlten. In der Regierungszeit Moritz’ von Hessen-Kassel wurde der Taufstein aus der Kirche entfernt, vor deren Eingang er heute noch steht. 1626 ging das marburgische Oberhessen an die lutherische Landgrafenlinie in Darmstadt, sodass die konfessionelle Ausrichtung der Gemeinde erneut lutherisch war. Im Dreißigjährigen Krieg wurde die Kirche während der Predigt am 16. August 1635 geplündert. 1635 verstarben zudem 234 Einwohner an der Pest.
Neben der Kirche in Fronhausen betreute der Pfarrer auch die Predigtstellen in Roth und Wenkbach. Eine genaue Regelung zur Aufteilung der Gottesdienste in der Mutterkirche und den Filialorten ist aus dem Jahr 1872 überliefert. Die Verwaltung des Vikariats Oberwalgern mit den dazugehörigen Orten Stedebach, Holzhausen im Loch, Etzelmühle und Steinfurthmühle ging während der Amtszeit des Pfarrers Johann Philipp Linker (1661–1690) verloren, da dieser die Präsentation beim Deutschorden in Marburg versäumt hatte. Die Kapelle am Brackenborn wurde um 1382 errichtet und 1486 mit einem weiteren Altar der heiligen Anna geweiht. Die Einkünfte dieser Wallfahrtskapelle standen je nach Art der Spende allein dem Pfarrer in Fronhausen oder anteilig dem Altaristen und der Baukasse der Kapelle zu. Spätestens seit 1722 existierte die Kapelle nicht mehr. 1957 wurden die Dörfer des Schenkisch-Eigen zusammen mit Wolfshausen im Kirchspiel Roth zusammengefasst.

### Baugeschichte
Im Laufe der Zeit wurden unterschiedliche Veränderungen und Renovierungen an und in der Kirche ausgeführt. Bereits 1583 wurde in alten Prozessakten die Baufälligkeit der Kirche erwähnt. 1749 wurden eingestürzte Teile der 180 Meter langen Mauer wieder aufgebaut, 1750 war sie bereits wieder auf einer Länge von 150 Meter eingestürzt. 1846 wurde der Friedhof aus Platzmangel erweitert, weshalb der Graben auf der Nordseite zugeschüttet wurde. Umfangreiche Renovierungs- und Umbauarbeiten wurden zwischen den Jahren 1764 und 1801 sowie 1886 und 1894 vorgenommen. Der Chor wurde in den Jahren 1764, 1778 und 1893/94 grundlegend renoviert. 1909 wurde die Kirche mit Öfen modernisiert; zunächst durch zwei Öfen, welche sich in der Nordecke des Westgiebels und der Südostecke im Turm befanden. 2002 wurden diese durch eine Elektroheizung unter den Bänken ersetzt. Die elektrische Beleuchtung wurde 1920 eingeführt. 1928 wurde die Orgelempore 1,5 Meter hervorgerückt, da sich der Posaunenchor über den geringen Platz beschwert hatte.
Die grau-grüne Farbgestaltung mit den schlichten Ornamenten der Emporen und der Kanzel ist auf die Renovierung von 1931 zurückzuführen. Die Innenbemalung entspricht einzelnen Motiven der neugotischen Farbgestaltung von 1893/94. 2006 wurden die Farbelemente, die durch mehrere Renovierungsarbeiten im 20. Jahrhundert nicht mehr vorhanden waren, rekonstruiert. Das gesamte ursprüngliche Ausmalungskonzept des Chors und dessen Farbigkeit lassen sich nicht mehr zweifelsfrei belegen. Wieder eingeführt wurde das Akanthusmotiv im Gewölbe und den Bögen des Turms. Zudem wurde ein umlaufend geführtes Sockelband im Mäandermuster eingeführt, welches Kirchenschiff, Turm und Chor umfasst.

## Beschreibung

### Wehrmauer und Wehrgraben

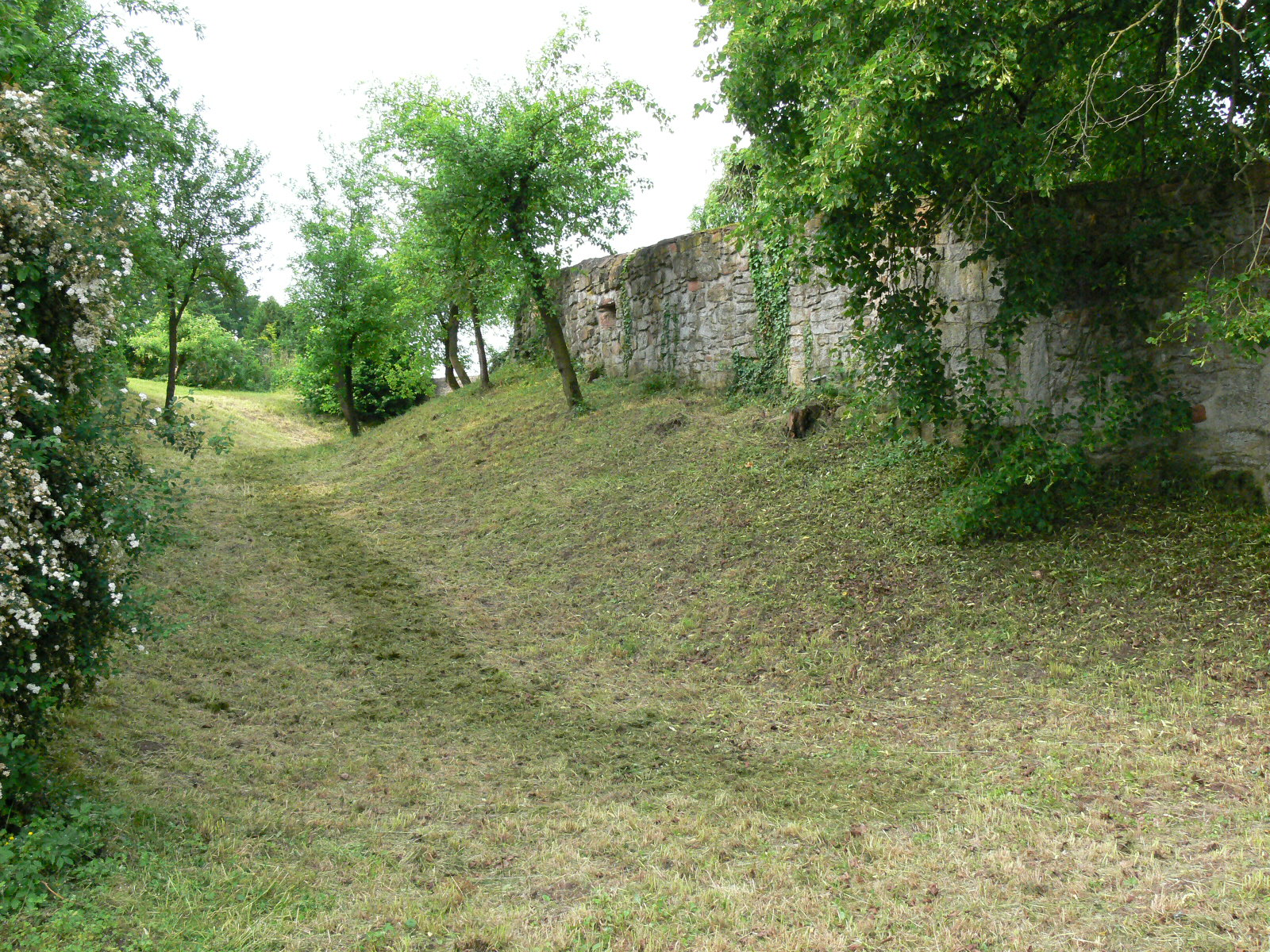
Reste des Wehrgrabens und der Wehrmauer auf der Westseite

Der nahezu runde Kirchhof misst im Durchmesser zirka 50 Meter. Heute sind Teile der ursprünglich 180 Meter langen Mauer nur noch auf Süd- und Westseite erhalten; Ansätze des Grabens sind nur noch auf der Westseite vorhanden. Böschung und Graben weisen insgesamt eine Breite von etwa 10 Meter auf. Die heutige Höhe beträgt zwischen 1,75 Meter und 3,25 Meter. Die ursprüngliche Höhe ist unbekannt und wird auf bis zu 6 Meter geschätzt.
Neben der Funktion dieser Anlage als Eingrenzung des Kirchhofes zeigt sich gut die Verteidigungsmöglichkeit, welches durch die Schießscharten in der Mauer verdeutlicht wird, deren Einbau zeitlich vermutlich nicht mit der Errichtung der Mauer übereinstimmt. Ebenso ist unbekannt, ob die Errichtung der Mauer zeitgleich zu den romanischen Elementen der Kirche vorgenommen wurde. Zudem sollen sich auf der Nordseite Schuppen als Zufluchtsorte für die Bevölkerung befunden haben. Des Weiteren ist nicht überliefert, ob die Wehranlagen je verwendet wurden.

### Kirchenschiff

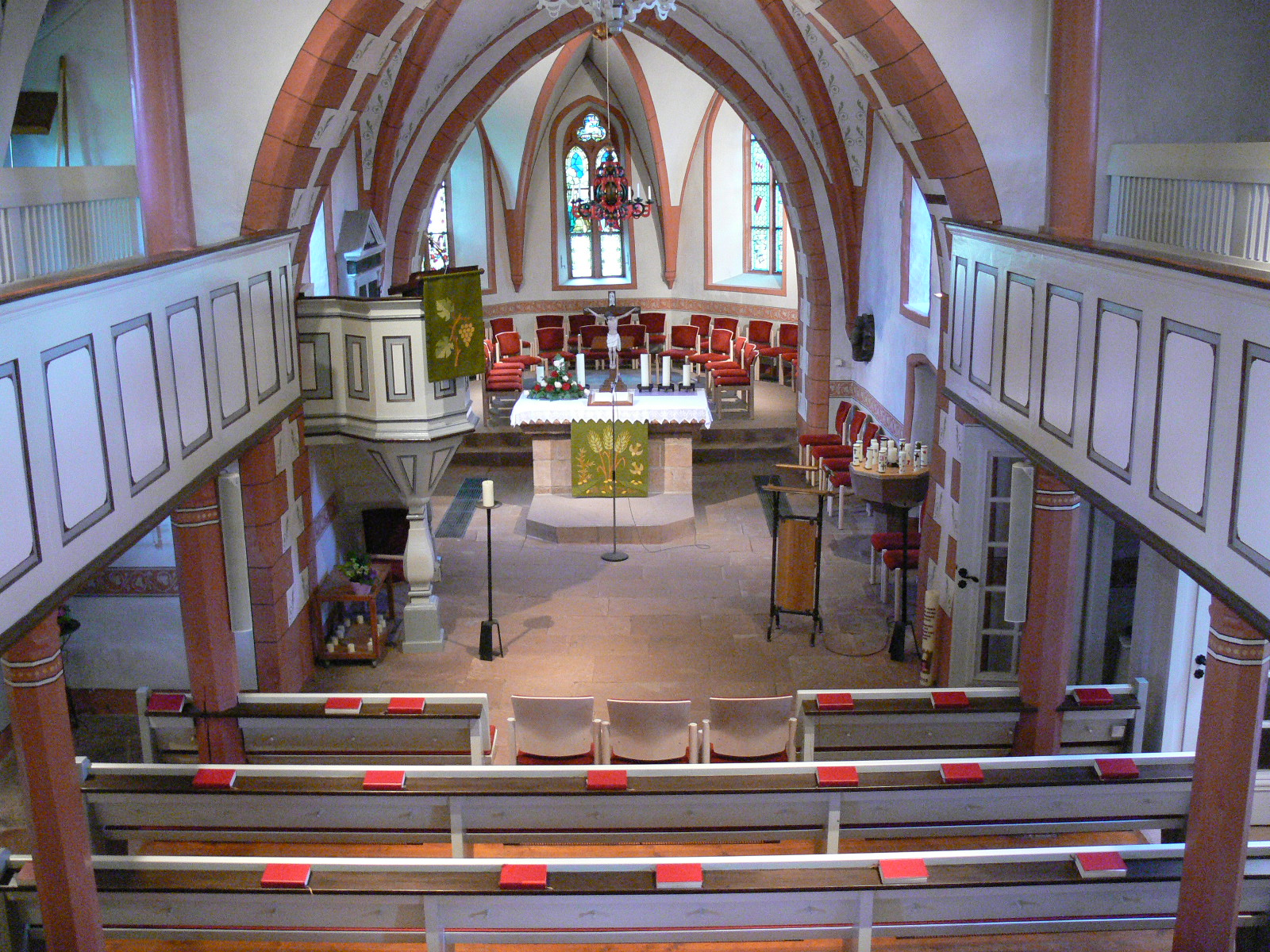
Kirchenschiff mit Chor und Altar

Das Kirchenschiff ist das älteste Element der Kirche Fronhausen. Es besteht aus einem rechteckigen Saal, dessen Längsseiten (Nord- und Südseite) unterhalb der Fenster aus romanischem Mauerwerk bestehen, welches vermutlich auf einen Vorgängerbau vor 1150 zurückzuführen ist. Neben diesem Mauerwerk aus nahezu quadratischen Steinen ist der Rest der Längswände aus kleinen Einzelsteinen und Reihen im Fischgrätmuster errichtet. Auf der Südseite befinden sich zwei spätgotische Fenster aus der Zeit um 1500. Das Maßwerk des linken Fensters besteht aus drei Nonnenköpfen; das rechte aus zwei Nonnenköpfen, über denen sich ein Vierpass mit Dreiviertelkreisbögen befindet. Die Steinmetzzeichen auf dem Maßwerk existieren zum Teil auch an Bauten in Marburg. Ursprünglich waren drei Fenster in Höhe von zirka 4 Meter vorhanden. An der Nordseite sind drei Fenster unterschiedlicher Art angebracht, wobei diese die ursprünglichen zwei hochgelegenen Fenster ersetzen. Das Maßwerk des einzigen spätgotischen Fensters der Nordseite hat drei Nonnenköpfe. An der Westseite befinden sich eine zweiflügelige Tür und zwei kleine hochgelegene Fenster. Diese Front gehört nicht zum romanischen Bau, sondern ist einer späteren Bauphase, vermutlich um 1700, zuzuordnen. Das Dach ist mit Schieferplatten abgedeckt. Der Innenraum besitzt eine Hufeisenempore entlang der Längsseiten und der Westseite, die vermutlich nach der Reformationszeit errichtet wurde. Die Orgel befindet sich seit 1760 auf der Empore; zuvor hatte sie ihren Platz im Chorraum.

### Turm und Chor

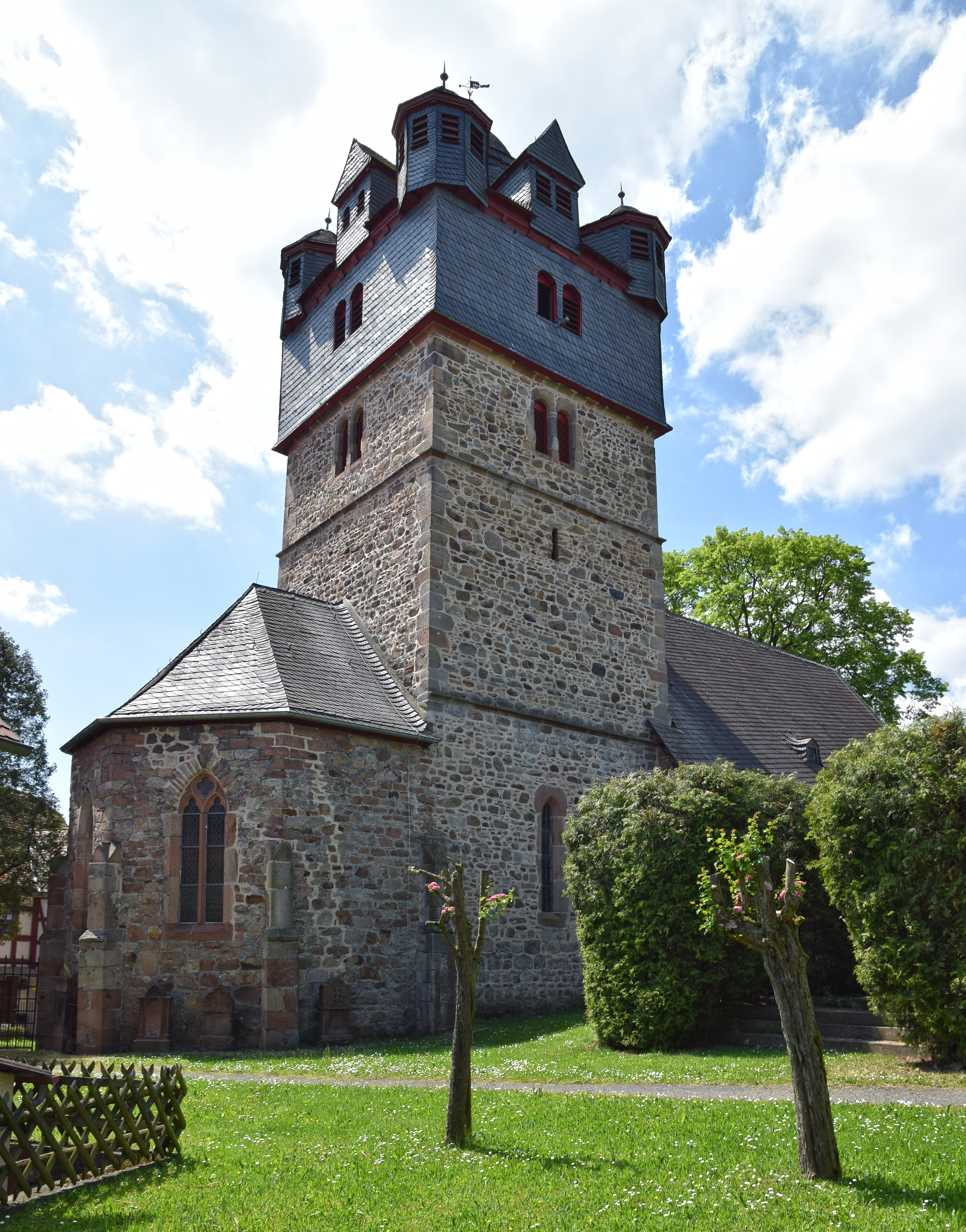
Turm von Nordost

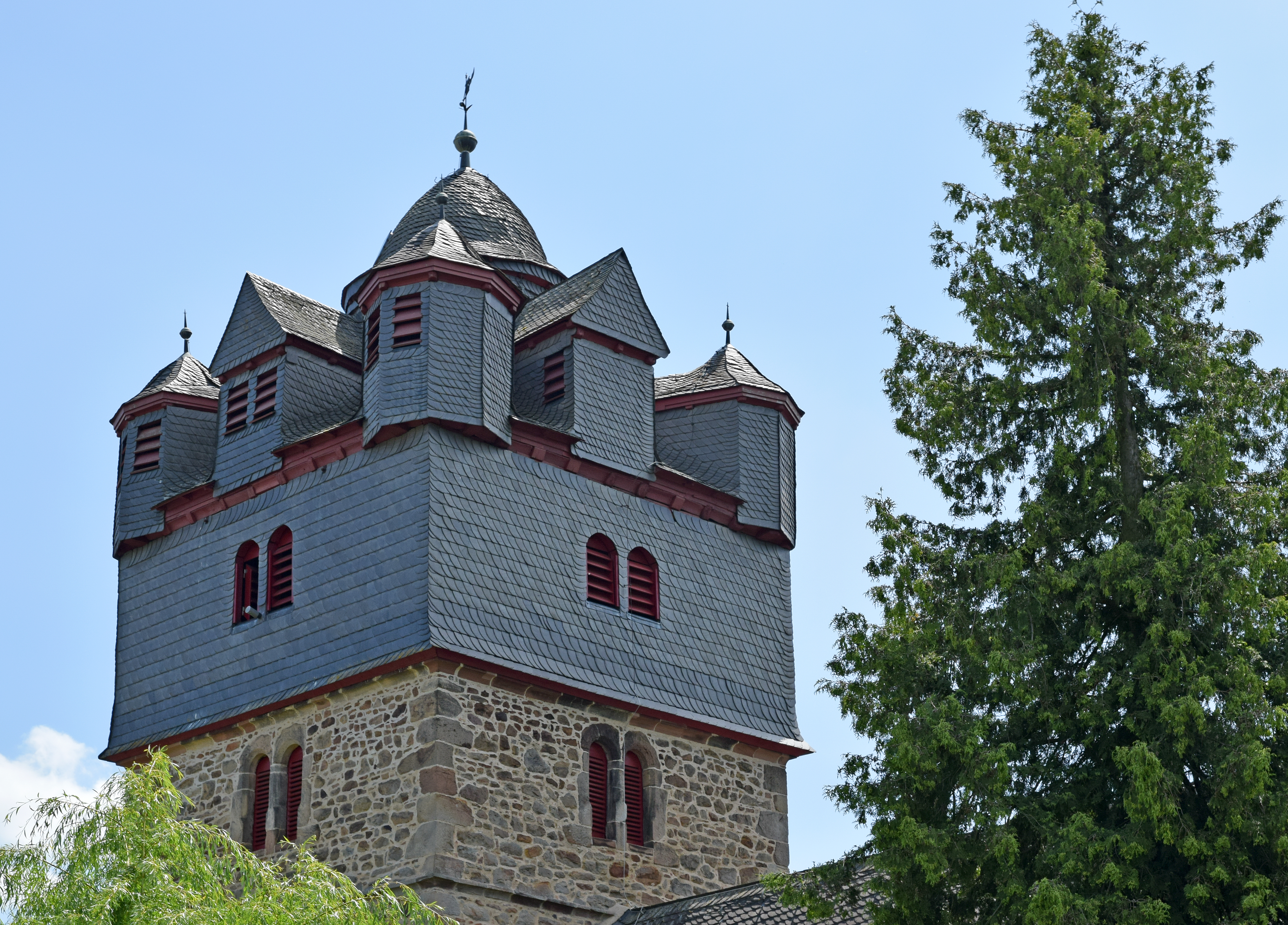
Nahaufnahme des Turmhelms von der Nordseite

Der Turm der Fronhäuser Kirche besteht aus Naturstein-Mauerwerk mit breiten Fugen und wechselnden Steinformationen. Da es sich um keine durchgehenden Schichten handelt, ist er als spätmittelalterlich einzustufen; seine Entstehungszeit wird für das 14. Jahrhundert angenommen. Er besitzt einen quadratischen Grundriss von etwa 8 mal 8 Meter und eine Höhe von 27,6 Meter bis zur Oberkante des Turmhelms. Die Fenster des Turmes sind rundbogige Schallfenster und seine Außenwände werden durch Kaffgesimse aufgeteilt. Wie der Turmaufbau vor dem Brand im 16. Jahrhundert aussah, ist unbekannt. Der neu errichtete Helm besteht aus acht Wichhäuschen (Dachausbauten für Beobachtungsposten) und einer glockenförmigen Haube (welsche Haube); der Turmaufbau wird als „Fronhäuser Kegelspiel“ bezeichnet. Eine dendrochronologische Untersuchung des Holzes ergab eine Bauzeit kurz nach 1550, die Wetterfahne ist auf 1562 datiert. Als Außenverkleidung wurden wie beim Dach des Kirchenschiffes Schieferplatten verwendet.
Das Gewölbe im Erdgeschoss des Turmes ist ein Kreuzrippengewölbe mit kehlförmigen Rippen. In den Gewölbekappen sind die Seilführungen zu den drei Glocken erhalten. Am westlichen Triumphbogen befindet sich der Wahlspruch des Schmalkaldischen Bundes V.D.M.I.A. (verbum dei manet in aeternum; übersetzt: das Wort Gottes bleibt in Ewigkeit). Seit 1736 ist die Kanzel aus Holz, welche die vorherige aus Stein ersetzt, da diese zu eng geworden war. Sie steht heute an der Südseite des vorderen Turmbogens und befand sich zuvor unter dem Wahlspruch des westlichen Bogens. Im Erdgeschoss war vermutlich schon vor der Reformation Gestühl für den Ortsadel. Seit 1589 befindet sich dort das Epitaph für den letzten Vogt. Der Zugang zur Kirche auf der Nordseite ist, ebenso wie die Sakristei, nicht mehr vorhanden. Der Eingang in den Turm gelingt nicht mehr durch den Dachboden des Schiffes, sondern erfolgt heute über das Obergeschoss der Empore.

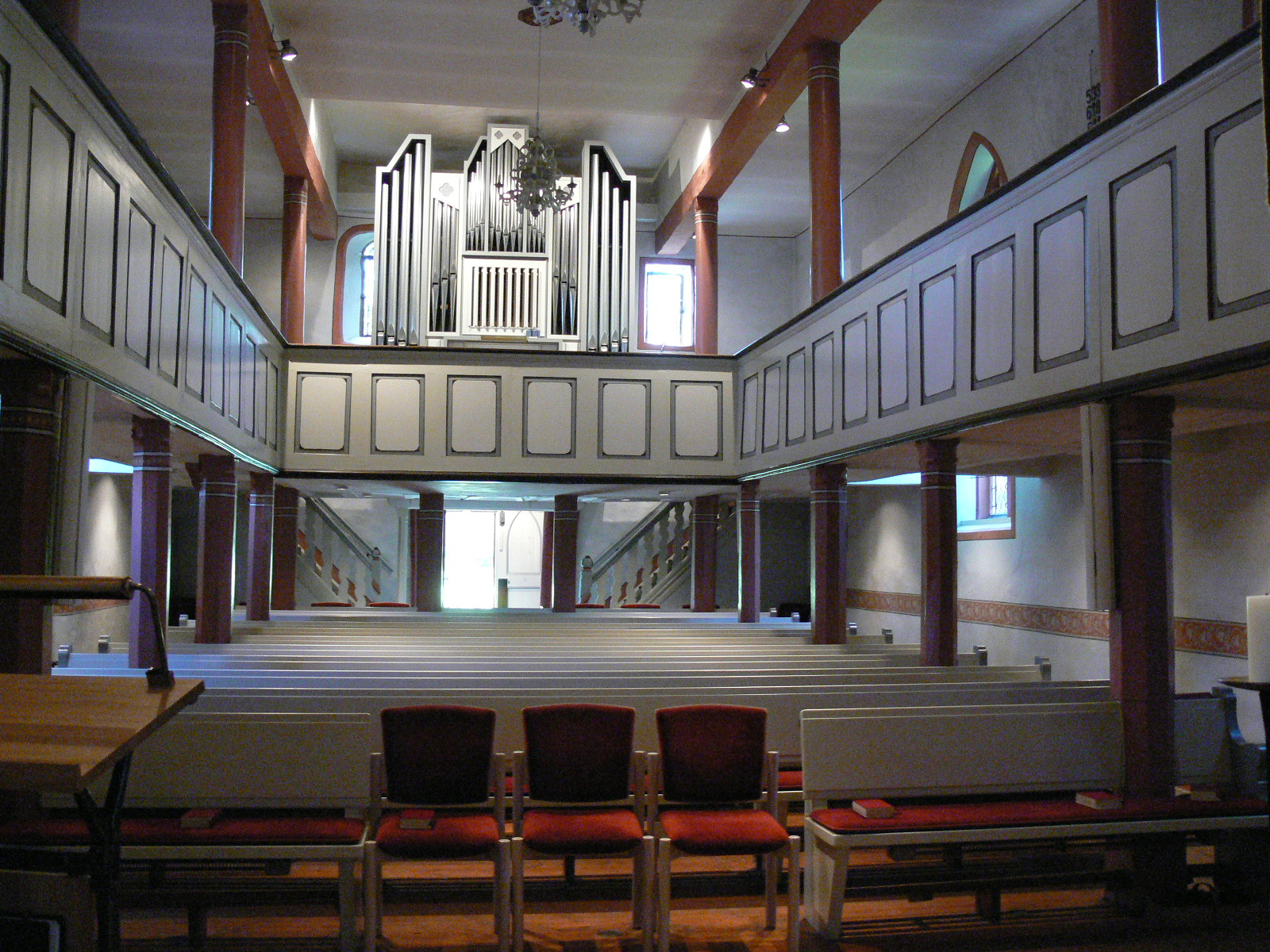
Blick aus dem Chorraum auf Kirchenschiff und Orgel

Die Entstehung des Chores wird zusammen mit dem Turm im 14. Jahrhundert vermutet, da die Art des unteren Mauerwerks dem des Turms entspricht.
Das ursprüngliche Aussehen des Chores ist durch den Brand im 16. Jahrhundert und die grundlegenden Renovierungsarbeiten von 1764, 1778 und 1893/94 heute nicht mehr bekannt. Das polygonale Chorgewölbe wird durch einen Schlussstein in Form eines vergoldeten Engels abgeschlossen. Es handelt sich um ein Scheingewölbe mit Steinrippen auf einer Eisenkonstruktion.
Im Chor befand sich mindestens seit 1780 der Altar, der erst bei Umbauarbeiten 1978/79 in den Turm verlagert wurde. Ein Chorfenster wurde bei den Renovierungsarbeiten 1893/94 von Gustav Adolf Schenck zu Schweinsberg gestiftet, die beiden anderen 1920 und 1922 von seinem Sohn. Unklar ist, ob die vorherigen Fenster bereits farbig waren.

### Orgel
Auf der Empore an der Westseite steht die heutige Orgel, die im Jahre 1967 von Orgelbauer Wolfgang Böttner aus Frankenberg gebaut wurde. Sie wurde 1991 gereinigt und erhielt ihre heutige weiße Farbgestaltung, neue Schleierbretter im Prospekt und zusätzliche Jalousien vor dem Brustwerk, das auf diese Weise zu einem Schwellwerk wurde. Sie ersetzt ein im Jahre 1900 von Adam Eifert aus Stadtilm (Thüringen) erbautes Instrument. Letztere war mit einem neugotischen Prospekt versehen und hatte 3128 Mark gekostet. Ihre im Ersten Weltkrieg entnommenen Pfeifen wurden 1921 erneuert. Sie ersetzte ihrerseits eine ältere Orgel, die 1744 vom Orgelbauer Johann Christian Rindt eingebaut worden war und die 1760, 1872 und 1881 repariert wurde. Die Orgel hat 14 Register auf Schleifladen, verteilt auf zwei Manualwerke und Pedal. Die Spiel- und Registertrakturen sind mechanisch.
| I Hauptwerk C–f3 |       |
| Rohrflöte        | 8′    |
| Prinzipal        | 4′    |
| Holzgedackt      | 4'    |
| Waldflöte        | 2′    |
| Mixtur III       | 1 ⁄3′ |

| II Brustwerk C–f3 |      |
| Gedackt           | 8′   |
| Quintade          | 4′   |
| Prinzipal         | 2′   |
| Zimbel III        | 2⁄3′ |
| Krummhorn         | 8′   |

| Pedalwerk C–f1 |     |
| Subbass        | 16′ |
| Gemshorn       | 8′  |
| Gedackt        | 4′  |
| Prinzipal      | 2′  |

- Koppeln: II/I, I/P, II/P.

### Glocken
Im Turm hängen die drei Glocken der Kirche. Die mittlere Glocke wurde 1705 gegossen, zersprang 1751 und wurde 1752 neu gegossen. Ihre Inschrift lautet: Friderich Moritz Rincker von Altenstaetgen gos mich, in Gottes Nahmen floss ich, 1752. Soli Deo gloria. Ich aber will zu Gott rufen und der Herr wird mir helfen. Psalm 55 V 17. Auf der anderen Seite steht: Mich und meine zwei Gesellen Fronhausen muss zwei Theil stellen, den triden mus das Eigen geben, solang als Menschen sind am Leben. Die zweite Glocke wird als „Vaterunserglocke“ bezeichnet und ist den vier Evangelisten gewidmet. Sie stammt aus dem 15. Jahrhundert, sollte 1939 eingeschmolzen werden und wurde 1947 in Hamburg unversehrt aufgefunden. Die dritte Glocke wurde 1629 gegossen und zersprang 1726. Sie wurde 1727 und 1753 neu gegossen, ihre Inschrift lautete: Friderich Moritz Rincker von Aslar goss mich, in Gottes Nahmen gloss ich, 1753. Sie wurde 1918 eingeschmolzen und 1924 ersetzt. Dieser Neuguss wurde 1939 eingeschmolzen und 1951 ersetzt.

## Interpretation als Wehrkirche
Die Kirche Fronhausen wird häufig als Wehrkirche bezeichnet. Nach Seib wird der Begriff Wehrkirche zu voreilig verwandt, während eine engere Einteilung sinnvoll wäre, um eine genauere Charakterisierung von Kirchen zu ermöglichen. Im Lexikon der Kunst wird eine solche Definition vorgenommen, da unter anderem zwischen Wehrkirchen, deren Turm wehrhaft und deren Langhaus befestigt ist, und umwehrter Kirche, deren Schwergewicht auf der Ummauerung liegt, unterschieden wird.
Der Kirchturm in Fronhausen ist kein Wehrturm, da der Turm keine Möglichkeit einer aktiven Verteidigung durch Schießscharten bietet.
Die Öffnungen im zweiten Obergeschoss eignen sich nicht zum Schießen und die gekuppelten Fenster in den oberen Geschossen bieten keinen Schutz vor Einschüssen. Eine direkte Verteidigung des Turms war aus diesem Grund wahrscheinlich nicht möglich. Eine Nutzung des Turms als Vorratsraum, Waffenkammer oder Archiv, wie es bei anderen Kirchen ähnlicher Bauart vorkam, lässt sich nicht belegen. Die Verwendung als Wachturm ist im Staatsarchiv Marburg durch Akteneinträge belegt. Die ursprünglichen romanischen Fenster boten Schutz gegen unbefugtes Eindringen in die Kirche. Eine aktive Verteidigungsmöglichkeit des Kirchenschiffes vom Schiffsboden aus ist nicht belegbar. Die Wehrhaftigkeit des Kirchhofes zeigt sich im Graben und der Mauer mit Schießscharten. Aus den genannten Gründen ist die Kirche in Fronhausen als wehrhafte Kirche zu betrachten.

## Grabdenkmäler
Bei den im Folgenden vorgestellten Grabdenkmälern werden Ligaturen in der Transkription durch Unterstreichungen gekennzeichnet. Eckige Klammern geben Ergänzungen an und runde Klammern die Auflösungen von Abkürzungen.

### Epitaph für den letzten Vogt
| Das Epitaph für den letzten Vogt und seine Frau wurde im Jahr 1589 von ihrem Schwiegersohn Daniel von Noding gesetzt. Es zeigt in fast lebensgroßer Abbildung Johann und Margarete Vogt zu Fronhausen und befindet sich auf Höhe des Altars im Turm der Kirche. Neben den beiden Personen sind die Wappen ihrer Herkunft abgebildet. Die Eltern Johanns waren die Vögte zu Fronhausen (links oben, aus Sicht des Betrachters) und die Riedesel (links unten), die Eltern Margaretes waren die Herren Rau zu Holzhausen (rechts oben) und die Herren von der Tann (rechts unten). Die Vögte übten die Gerichtsbarkeit in Fronhausen aus und besaßen als Lehen die Oberburg, zeitweise auch den Oberhof. Sowohl der Vogt als auch seine Frau verstarben am 26. September 1568. Ihr verbliebener Sohn verstarb 1584 im Truchsessischen Krieg; nach dem Aussterben im Mannesstamm übernahmen die Schenken zu Schweinsberg das Fronhäuser Lehen der Vögte. Das Epitaph enthält sowohl im Sockel als auch unterhalb des Giebelgesimses lateinische Inschriften, welche unten aufgeführt werden. |
| Inschrift unterhalb des Giebelgesimses: HOC MONVMENTVM EXTRVI CVRAVIT VIR NOBILIS AC EXIMIVS DANIEL A NODING ANNO SALVTIS 1589 Sinngemäße Übersetzung der Inschrift: Der edle und hervorragende Daniel von Noding errichtete dieses Denkmal im Jahr der Erlösung 1589. |
| Sockelinschrift: [C]OND[IT]VR HOC TVMVLO GENEROSA STIRBPE IOHANNES A VOIGT QVI PATRIAE LVCIDA STELLA FVIT ADIACET ET MARGRETA SVO DEFVNCTA MARITO QVAM LVGENT RAVEN STEMATA CLARA NIMIS POST CINERES REMANET VIRTVTIS GLORIA VESTRAE INNATISQ(UE) PLVS FVLGET IMAGO PATRIS Sinngemäße Übersetzung der Inschrift: Johannes Vogt, der ein glänzender Stern der Heimat war, wird aufgrund seiner adligen Abstammung in diesem Grabmal aufbewahrt. Neben ihrem Mann ruht die verstorbene Margarete, die das Geschlecht der Rauen sehr betrauert. Nach dem Tod bleibt der Ruhm eurer Tugend bestehen und das Abbild des Vaters leuchtet den Nachkommen fort. |

### Epitaph für Pfarrer Blanck
| Das Epitaph für Pfarrer Johann Jacob Blanck und seine Frau Sabina Catharina wurde 1736 gesetzt und befindet sich an der südlichen Außenwand des Chores. Johann Jacob Blanck wurde am 31. Oktober 1674 in Marburg geboren und studierte dort Theologie. Er war von 1697 bis 1717 Diakon in Schweinsberg, und vom 21. Februar 1717 bis zum 28. September 1730 war er Pfarrer in Fronhausen. Das Epitaph besteht aus rotem Sandstein und misst mit Sockel 270 cm in der Höhe, 111 cm in Breite und 30 cm in der Tiefe. Der Granatapfel auf dem Bogen des Epitaphs dient als Symbol der Fruchtbarkeit und Unsterblichkeit. Direkt unterhalb wird die Trinität dargestellt, welche durch das von drei Engeln bekränzte Dreieck symbolisiert wird. Die in ein Kopftuch gebundenen Totenschädel, welche auf Akanthusblättern ruhen, stehen für die Vergänglichkeit. Neben dem Epitaph befinden sich noch weitere Grabdenkmäler und Grabsteine aus dem 17. bis 18. Jahrhundert auf der Außenseite des Chores. |
| Inschrift des Hauptfeldes: ULTIMA CUNCTIS LEX EST MORTALIBUS MORS QUISQUIS SPECTATOR ADES! DICTI FIDEM TIBI PROBAT HIC TUMULUS LAETAE CHRISTI DIEI, VIVOS MORTUOSQ(UE) IUDICATURI, RESERVANTUR HIC: MARITUS ET UXOR IOHANNES IACOBUS BLANCK ET SABINA CATHARINA NAT(A) SCHENCK ILLE NATUS MARP. CATT. A(NN)O: CH(RIST)I M D C LXXIV D(IE) 31 OCTOBR(IS) ST. V. SACRIS DEI FUIT ADDICTUS SCHWEINBERGAE, PRIMO DIACONI MUNERE PER VIGINTI ANNOS FUNCTUS FIDELISSIME IBIDEM A(NNO) C(HRISTI) MDCXCVII D(IE) 15 IUN(II) MATRIMONIO SIBI IUNXIT, MEMORAT. VIRG. SAB. CATH. SCHENCKIANAM SECUNDO ECCLESIAE FRONHUSANAE PER QUATUORDECIM ANNOS PASTOR MERITISSIMUS, ANIMA IPSIUS SYDEREIS ILLATA TECTIS A(NN)O: C(HRISTI) MDCCXXX D(IE) 28 7BR [= Septembris] HAEC NATA A(NNO) C(HRISTI) MDCLXXII D(IE) 19 IUNII SUI OFFICII SATAGENS, VIRTUT. VITAM EXORNANS, B. TANDEM D. OBIIT S. A(NNO) C(HRISTI) MDCCXXXVI D(IE) 18 IAN(UARII). Übersetzung der Inschrift: „Letztes Gesetz ist für alle Sterblichen der Tod. Wer Du auch bist, Betrachter, gib acht! Die Wahrheit dieses Ausspruchs beweist Dir dieses Grab. Den freudigen Tag Christi, der die Lebendigen und die Toten richten wird, erwarten hier: Gatte und Gattin Johann Jacob Blanck und Sabina Catharina geborene Schenck. Er, geboren in Marburg in Hessen im Jahre Christi 1674, am 31. Oktober alten (julianischen) Kalenders, hat sich dem heiligen Dienst Gottes ganz verpflichtet, hat zunächst in Schweinsberg das Amt eines Hilfsgeistlichen zwanzig Jahre lang getreulich verwaltet, ebendort im Jahre Christi 1697, am 15. Juni, die erwähnte Jungfer Sabina Catharina Schenk geheiratet und war dann vierzehn Jahre lang der Kirche zu Fronhausen hochverdienter Pfarrer. Seine Seele ist in die Himmelswohnung eingegangen im Jahre Christi 1730, am 28. September. Sie, geboren im Jahre Christi 1672, am 19. Juni, sorgfältig ihre Pflicht erfüllend, mit Tugendhaftigkeit ihr Leben zierend, entschlief letztlich in Ehren (und) sanft im Jahre Christi 1736, am 18. Januar.“ |
| Sockelinschrift: QUOD MONUMENTUM, SOCIIS, FILIAE N(ATAE) P(RIMAE) ANNAE ELEON(ORAE) UXORIS ECCL(ESIAE) GARBENH(EIMENSIS) PAST(ORIS) I(OHANNIS) G(EORGII) NOLD(IS) FILII N(ATI) 3 GEORGII H(OC) T(EMPORE) EQUISON(IS) COMIT(IS) NASSOV(IENSIS) WEILB(URGENSIS) PARENTIBUS ET IN CINERE DILECTISSIMIS, HONORATISSIMIS EXSTRUIT CONRADUS, FILIUS, SUCCESSOR IN OFFICIO ET P(ER) T(EMPORE) ECCL(ESIAE) FRONHUSANAE ET APPERT(INENTUM) PASTOR ANNO CHRISTI SALVATORIS MDCCXXXVI. Übersetzung der Sockelinschrift: „Dieses Denkmal hat in Gemeinschaft mit der erstgeborenen Tochter Anna Anna Eleonora, Ehefrau des Pfarrers zu Garbenheim Johann Georg Nold, und dem drittgeborenen Sohn Georg, derzeit Zureiter der Grafen von Nassau-Weilburg, den zu Asche gewordenen besten und ehrbarsten Eltern in Liebe gesetzt: Conrad, Sohn (und) Nachfolger im Amt, zur Zeit Pfarrer der Kirche zu Fronhausen und der zugehörenden Filialorte. Im Jahre Christi, des Erlösers, 1736.“ |